# Панегирик
Панегирикът (на латински: Panegyrikus; на старогръцки: πανηγυρικος, от на старогръцки: πανηγυρις) е похвална публична реч, хвалебствие за някого.
Панегирикът постепенно се превръща в литературен жанр, под формата на писмена реч, написана по повод смъртта на някого (от античността до XVIII век). Впоследствие с панегирик се означава всяка възхвала в литературния жанр или в дадено произведение, примерно ода или предговор към литературно произведение. От XIX век насетне, с панегирик се означава всяка неоправдана възхвала в литературата.